# Педро де Суньига-и-Авельянеда
Педро де Суньига и Авельянеда (исп. Pedro de Zúñiga y Avellaneda; около 1448 — 5 октября 1492) — кастильский аристократ из дома Суньига, 2-й граф Миранда дель Кастаньяр, 11-й сеньор Авельянеда, Аза, Фуэнте Альмедхир, Пеньяранда-де-Дуэро, Искара, Канделеды и других городов. Советник католических монархов и маршал Кастилии.

## Принадлежность
Родился около 1448 года. Единственный сын Диего Лопеса де Суньиги, 1-го графа Миранды дель Кастаньяр (ок. 1415—1479), и его первой жены Альдонсы Очоа де Авельянеда, 10-й сеньоры Авельянеда, Аза, Фуэнте Альмедхир, Пеньяранды де Дуэро, Искар, Канделеда и других городов, наследница дочери Хуана де Авельянеды, 9-го сеньор Авельянеда, старшего альфереса короля Кастилии Хуана II, и его жены Альдонсы де Айяла.
Педро женился на Каталине де Веласко-и-Мендоса, дочери Педро Фернандеса де Веласко, 2-го графа Аро, коннетабля Кастилии, и его жены Менсии де Мендоса-и-Фигероа, дочери Иньиго Лопеса де Мендосы, 1-го маркиза Сантильяна (1398—1458), и его жены Каталины Суарес де Фигероа. У Педро и Каталины было несколько детей:
- Франсиско де Суньига Авельянеда-и-Веласко (ок. 1475—1536), старший сын и наследник отца
- Хуан де Суньига Авельянеда-и-Веласко (1488—1546), капитан королевской гвардии императора Священной Римской империи Карла V, короля Испании, советник императора, воспитатель принца, будущего Филиппа II
- Каталина де Суньига Авельянеда-и-Веласко, жена Алонсо Каррильо де Толедо, сеньора Пинто и Карасены
- Иньиго Лопес де Мендоса-и-Суньига (1489—1535), епископ Бургоса
- Альдонса де Суньига Авельянеда-и-Веласко, замужем за Педро Лопесом де Айяла, маршалом Кастилии.
- Диего Лопес де Суньига Авельянеда-и-Веласко (+ 1531), францисканский религиозный деятель, известный испанский писатель.

## На службе у католических монархов
После примирения Суньига с католическими монархами и капитуляции, подписанной 10 апреля 1476 года Альваро де Суньига-и-Гузманом, герцогом Аревало, графом Пласенсиа, в качестве старшего родственника из дома Суньига, католические монархи, Изабелла I и Фердинанд II назвали его королевским указом от 24 февраля 1477 года своим королевским советником и маршалом Кастилии.

## Участие со своим знаменем и воинством в войне в Гранаде
Педро принимал участие со своим знаменем и войском в войне за Гранаду с 1480 года до капитуляции и взятия Гранады в 1492 году. В 1482 году он участвовал в завоевании, захвате и освобождении Альхамы, присоединившись к этой компании вместе с Родриго Понсе де Леоном, 3-и графом Аркоса, Диего де Мерло, помощником Севильи, Педро Энрикесом, аделантадо Андалусии и алькайдами Хереса, Кармона, Марчена, Аркоса, Морона, Арчидона и Антекера. Крепость Захара была взята штурмом 28 февраля 1482 года.
Весной 1485 года объединенная армия католических монархов и грандов Кастилии сосредоточилась в Кордове. Педро де Суньига, граф Миранды, Альваро II де Суньига, внук герцога Бехара, Педро Фернандес де Веласко и другие рыцари со своими войсками приняли участие в кампании этого года, завоевав весь регион к западу от Малаги и крепость Ронда, которая сдалась 22 мая 1485 года.
В кампании 1487 года объединенная армия католических монархов и грандов Кастилии, в том числе Педро и его племянника Альваро II де Суньига покинула Кордову 7 апреля и с 16 апреля начала завоевание Велес-Малаги, которая сдалась 27 апреля. Затем Малага была осаждена с 7 мая по 18 августа, когда она сдалась. Окончательная капитуляция была подписана 4 сентября 1487 года. Педро был одним из главных рыцарей, завоевавших Малагу.
Католические монархи подписывают предупредительное письмо 26 октября 1488 года, чтобы все рыцари и идальго королевства готовились к службе в летней кампании 1489 года. Педро де Суньига, граф Миранды, также участвовал в кампании 1489 года. Король Фердинанд II с объединенной армией кастильских грандов покинул Хаэн 27 мая. По пути на Басуу он завоевал Зухар. Осада Базы длилась с 20 июня по 4 декабря, когда она сдалась. Капитуляция Басы была подписана 10 декабря 1489 года.
Письмо-предупреждение об участии в заключительной кампании Гранадской войны подписано католическими монархами 31 января 1491 года. Католические монархи со своим двором покидают Севилью 11 апреля. Объединенная армия вступила в Вега-де-Гранада весной 1491 года, велись стычки, рубки и осада Гранады из лагеря Санта-Фе. После восьми месяцев осады Гранада сдалась и капитулировала 25 ноября 1491 года. Взятие и сдача Гранады состоялась 2 января 1492 года.

## Роскошная жизнь
Он воздвиг «Эль Рольо» в Пеньяранда-де-Дуэро, как символ юрисдикции и господства графов Миранды. Это памятник в готическом стиле в форме иглы с вырезанными львиными головами, которая защищает щиты семьи Суньига и Авельянеда.
Он перестроил монументальный замок для защиты территории в Искаре, провинция Вальядолид.
Дон Педро скончался 5 октября 1492 года в результате ранения, полученного на войне в Гранаде. В том же году умерли и другие представители высшей знати, участвовавшие в этой войне: Педро Фернандес де Веласко, граф Аро, констебль Кастилии (6 января); Педро Энрикес де Рибера, аделантадо Андалусии (8 февраля); Энрике де Гусман, герцог Медина-Сидония (25 августа); Родриго Понсе де Леон, маркиз Кадис (28 августа); Бернардино Вигил де Киньонес, граф Луна (2 октября); Бельтран де ла Куэва, герцог Альбуркерке (2 ноября).
Его вдова, графиня Каталина, заключила брачные соглашения с Гутьерре де Карденасом (ок. 1440—1503), главным коменадором Леона в Ордене Сантьяго, чтобы выдать замуж его дочь Марию за её старшего сына Франсиско в 1495 году в Бургосе.